# Mark Hellinger
Mark John Hellinger, né le 21 mars 1903 à New York et mort le 21 décembre 1947 à Los Angeles, est un journaliste américain, également critique théâtral et producteur de films.

## Œuvre (sélection)

### En tant que producteur
- 1940 : Rendez-vous à minuit (It All Came True) de Lewis Seiler
- 1948 : La Cité sans voiles (également voix-off)
- 1947 : Les Démons de la liberté
- 1947 : La Seconde Madame Carroll
- 1946 : Les Tueurs
- 1946 : Le Gars épatant (Swell Guy) de Frank Tuttle
- 1943 : Remerciez votre bonne étoile
- 1941 : Ma femme se marie demain (Affectionately Yours) de Lloyd Bacon
- 1941 : Rise and Shine
- 1941 : L'Entraîneuse fatale

### En tant que scénariste
- 1938 : Comet Over Broadway de Busby Berkeley
- 1950 : Jour de chance de Frank Capra

### Films réalisés d'après un de ses romans
- La Course de Broadway Bill (1934)
- Les Fantastiques Années 20 (1939), d'après son roman The World Moves On

## Prix et honneurs
- 1949 : British Academy Film Award du meilleur film pour La Cité sans voiles (The Naked City) de Jules Dassin

## Vie privée
En 1926, Hellinger est l'un des juges d'un concours de beauté parrainé par le Daily News. La gagnante est la showgirl des Ziegfeld Follies, Gladys Glad, et le 11 juillet 1929, Ils se sont mariés. Elle a divorcé en 1932, mais après un an, ils se sont remariés à la même date que leur mariage d'origine, et ils sont restés mariés jusqu'à sa mort à 44 ans d'une thrombose coronarienne à l'hôpital Cedars of Lebanon de Los Angeles. 
Il est enterré dans un mausolée privé au Sleepy Hollow Cemetery à Sleepy Hollow, New York, la veille de Noël.